# Сугоклія-Комишувата
Сугоклія-Комишувата (рідше Сугоклея-Комишувата, Сугоклей, Комишувата) — річка в Україні в межах Компаніївського району Кіровоградської області. Найбільша ліва притока Сугоклії..

## Загальна інформація
Неподалік річки, між селами Долинівка і Покровка, розташоване заповідне Долинівське урочище (Долинівсько-Покровський ландшафтний заказник місцевого значення). Площа заказника — 50 га.
Територія цієї ділянки являє собою верхів'я досить глибокої балки з водотоком по днищу системи річки Сугоклей (Сугоклея-Комишувата). Балка тягнеться майже на 10 км. З загальним ухилом до річки. Верхів'я її має мальовничий ландшафт, погордована місцевість з кам'янистими відслоненнями. Флора і фауна відбивають типові риси степової зони, серед яких чимало «червонокнижних» — ковила волосиста, астрагал шерстистоквітковий, птах змієїд.
Долина річки Сугоклея-Комишувата і її струмків-притоків — приклад збереженого цілинного степу. Завдяки виходам кристалічних порід і зміни висотності ці ділянки не обробляли сільськогосподарськими машинами і вони стали прихистком для червонокнижних рослин і тварин.
Між селами Живанівка і Долинівка збереглось близько 750 га цінних ландшафтних земель долини річки і її струмків-притоків, це: балки і яри. Зустрічаються невеликі ліси штучного походження (схема).